# Djorkaeff Reasco
Djorkaeff Néicer Reasco González (Quito, 1999. január 18. –) ecuadori válogatott labdarúgó, az argentin Newell’s Old Boys csatárja.

## Pályafutása

### Klubcsapatokban
Reasco az ecuadori Quito városában született. Az ifjúsági pályafutását a Clan Juvenil csapatában kezdte, majd az LDU Quito akadémiájánál folytatta.
2017-ben mutatkozott be az LDU Quito felnőtt keretében. 2020-ban a mexikói Dorados csapatát erősítette kölcsönben. 2022. február 10-én hároméves szerződést kötött az argentin első osztályban szereplő Newell’s Old Boys együttesével. Először a 2022. február 21-ei, River Plate ellen 2–0-ra elvesztett mérkőzés 61. percében, Juan Garro cseréjeként lépett pályára. Első gólját 2022. április 4-én, a Platense ellen hazai pályán 3–1-es győzelemmel zárult találkozón szerezte meg.

### A válogatottban
2021-ben debütált az ecuadori válogatottban. Először a 2021. október 28-ai, Mexikó ellen 3–2-re megnyert mérkőzés 65. percében, Joao Ortizt váltva lépett pályára.

## Statisztikák
2022. október 14. szerint
| Klub                      | Szezon   | Osztály          | Bajnokság | Bajnokság | Kupa  | Kupa | Nemzetközi | Nemzetközi | Összesen | Összesen |
| Klub                      | Szezon   | Osztály          | Meccs     | Gól       | Meccs | Gól  | Meccs      | Gól        | Meccs    | Gól      |
| ------------------------- | -------- | ---------------- | --------- | --------- | ----- | ---- | ---------- | ---------- | -------- | -------- |
| LDU Quito                 | 2016     | Serie A          | 1         | 0         | 0     | 0    | —          | —          | 1        | 0        |
| LDU Quito                 | 2017     | Serie A          | 7         | 2         | 0     | 0    | —          | —          | 7        | 2        |
| LDU Quito                 | 2018     | Serie A          | 5         | 0         | 0     | 0    | —          | —          | 5        | 0        |
| LDU Quito                 | 2021     | Serie A          | 19        | 7         | 1     | 0    | 4          | 1          | 24       | 8        |
| LDU Quito                 | Összesen | Összesen         | 32        | 9         | 1     | 0    | 4          | 1          | 37       | 10       |
| Dorados<be />(kölcsönben) | 2019–20  | Liga MX          | 4         | 0         | 1     | 0    | —          | —          | 5        | 0        |
| Dorados<be />(kölcsönben) | 2020–21  | Liga MX          | 9         | 1         | 0     | 0    | —          | —          | 9        | 1        |
| Dorados<be />(kölcsönben) | Összesen | Összesen         | 13        | 1         | 1     | 0    | 0          | 0          | 14       | 1        |
| Newell’s Old Boys         | 2022     | Liga Profesional | 12        | 1         | 9     | 1    | —          | —          | 21       | 2        |
| Összesen                  | Összesen | Összesen         | 57        | 11        | 11    | 1    | 4          | 1          | 72       | 13       |

### A válogatottban
| Válogatott | Év       | Pályára lépés | Gól |
| ---------- | -------- | ------------- | --- |
| Ecuador    | 2021     | 2             | 0   |
| Ecuador    | 2022     | 3             | 0   |
| Összesen   | Összesen | 5             | 0   |

## Fordítás
Ez a szócikk részben vagy egészben  a   Djorkaeff Reasco című angol Wikipédia-szócikk fordításán alapul.  Az eredeti cikk szerkesztőit annak laptörténete sorolja fel. Ez a jelzés csupán a megfogalmazás eredetét és a szerzői jogokat jelzi, nem szolgál a cikkben szereplő információk forrásmegjelöléseként.